# La Font del Pi
La Font del Pi és una muntanya de 477 metres que es troba al municipi de la Torre de Fontaubella, a la comarca catalana del Priorat.